# Paul Meijer-Granqvist
Paul Meijer-Granqvist, född 30 augusti 1867 i Rackeby socken och död 9 mars 1940 i Östhammar, var en svensk journalist och författare. Han skrev under en stor mängd pseudonymer såsom Bolstervar von Rosen, Börje Trolle, Citoyen, Ex-diplomat, Lazarus von Rothschild, Nicolai Besborodko, Paul de Lyes, Peder Knagg j:r, A. E. I, P. M. G. och Ancien Grand Chambellan.

## Biografi
Meijer-Granqvist publicerade följetonger och romaner, historiska skildringar av slag som närmar sig fiktion, och journalistik varav en del även gavs ut i bokform. Han skrev om de europeiska kungahusens släktrelationer, om borgarfamiljer, affärsmän och finansfamiljer och andra berömdheter. Meijer-Granqvists specialintressen var genealogi och personhistoria. Han var ingen forskare, däremot beläst och med sinne för detaljer. I Nordisk familjeboks andra upplaga ("Uggleupplagan") medverkade han som ansvarig för området genealogi.
Vid seklets början var Meijer-Granqvist en uppmärksammad journalist. Han var utrikesredaktör på Vårt Land 1904-1908 och på Aftonbladet 1909-1915. Troligen var det omkring 1905 som han började att samtidigt skriva i den ökända tidningen Fäderneslandet. Under 1920-talet var han en av Fäderneslandets mest betydelsefulla journalister och skrev allt ifrån skvallerspalter till en lång artikelserie Rikt folk. I respektabla tidningar höll Meijer-Granqvist en hövlig ton, men det han skrev anonymt i boulevardtidningen var ofta aggressivt och nedlåtande även mot människor som han annars skrivit väl om. Småningom drog hans verksamhet i Fäderneslandet till sig uppmärksamhet. När det 1923 gavs ut en särskild veckotidning, Dementin, med syfte att bekämpa Fäderneslandet, gick den hårt åt skandaltidningen och dess medarbetare. Meijer-Granqvist kallades för "Skandinaviens störste nidskrivare" och man blottade hänsynslöst hans homosexualitet.
Sedan Fäderneslandet 1927 fått klappa igen efter en bojkott av Stockholms dagliga tidningars distributionsnämnd skrev Meijer-Granqvist en serie böcker i snabb följd, delvis baserade på eget tidigare utgivet journalistiskt material. Böckerna gavs ut under pseudonym så hans dåliga rykte störde inte recensionerna, som huvudsakligen var välvilliga, eller försäljningen. Under 1930-talet syntes han knappt alls i pressen. När han dog 1940 var den enda tidning som kostade på honom en dödsruna den lilla lokaltidning, Östhammars Allehanda, där han på sin ålders höst hoppat in och vikarierat.
Enligt Ingemar Oscarsson, som skrivit artikeln om Paul Meijer-Granqvist i Svenskt biografiskt lexikon, består skribentens värde idag främst av de personporträtt och dödsrunor han skrev, som ofta har information om de beskrivna personerna som inte återfinns på annat håll.
Paul Meijer-Granqvist var bror till missionären och författarinnan Ida Granqvist.

### Skönlitteratur
- Tsaren och japanesiskan : roman / af Nikolaj Bezborodko. Stockholm: Skandia. 1904-1907. Libris 1611793 - Anges som Auktor. öfvers., men är ett originalverk av Meijer-Granqvist.
- Carl Gustafs lifknekt : historisk roman från Sveriges storhetstid. [Folkets böcker] ; [4]. Stockholm: Askerberg. 1910. Libris 1615995
- Bellman och Ulla Winblad : berättelse från Gustav III:s glada dagar / av Börje Trolle. Malmö: Bokexpeditionen. 1918. Libris 1659953
- Carl XV:s sista kärlek : en förut oskriven bok ur Bernadotte-krönikan / av Börje Trolle. Malmö: Bokexpeditionen. 1918. Libris 1659954
- Den svenske paschan : svensk originalroman med verklighetsmotiv / av Börje Trolle. Malmö: Bokexpeditionen. 1918. Libris 1659955

### Varia
- Stockholmskt borgarfolk : ett och annat om hufvudstadens gamla borgarfamiljer. Stockholm: Beijer. 1902. Libris 1726828
- Under purpurn : grupper och personager ur sekelskiftets europeiska furstefamilj / tecknade af Paul de Lyes. Stockholm: Beijer. 1902. Libris 1727608
- Förste provincialläkare-institutionens vara eller icke vara : Ett gif akt med anledning af ifrågasatt omreglering af provincialläkaredistrikten m. m. Stockholm: Nordin & Josephson i distr. 1905. Libris 1719163
  -  Tillägg till broschyren "Förste prov.-läk.-institutionens vara eller icke vara". Stockholm: Nord. bokh. 1907. Libris 1612581
  -  Ytterligare tillägg till broschyren "Första provincialläkareinstitutionens vara eller icke vara" : anteckningar vid läsning af de två senaste läkarekommittéernas betänkanden. Stockholm: Nord. bokh. 1908. Libris 1612582
- Europas suveräna furstehus år 1907 : svensk förklarande och kompletterande text till Wrangel-Tullbergska porträttsamlingen "Die souveränen Fürstenhäuser Europa's" - "Les maisons souveraines de l'Europe". Stockholm: Skandia. 1907. Libris 1615997
- Carl X Gustaf : "den förste Pfalzaren" : en minnesskrift. Stockholm: Askerberg. 1910. Libris 8222368
- 1858 års män : porträttmatrikel för år 1913 : 244 porträtt med biografiska notiser. Stockholm. 1913. Libris 3058123
- Världskriget i ord och bild : en handbok under det pågående världskriget för alla och envar. Häfte 1-10. Stockholm: Dahlberg. 1914. Libris 1637235
- I purpur och harnesk : "Europas furstefamilj" under världskriget  : några blickar bakom kulisserna  : med 30 porträtt / av Citoyen. Stockholm: Ljus. 1915. Libris 1632287
- När världsfreden slöts och hvad Stockholmstidningarna sade 1916 : de blifvande fredstraktaterna, deras formulering, motivering, kommentering : en blick några månader in i framtiden / af Ex-diplomat. Stockholm: Hökerberg. 1915. Libris 1637882
- Gustaf Vasas avkomlingar inom och utom Sverige : minnesskrift utgiven med anledning av fyrahundraårs-jubiléet 1923. Stockholm: Förf. 1924. Libris 1487952
- Svenska grevar och baroner : blad ur ett antal adliga familjekrönikor / av Lazarus von Rotschild. Stockholm: B. Wahlström. 1931-1933. Libris 2055796
  -  Del 1. 1931. Libris 2055797
  -  Del 2. 1932. Libris 2055798
  -  Del 3. 1933. Libris 2055799
- När Bernadotterna friade och gifte sig : tidsbilder 1798-1932 / af Pder Knagg j:r. Stockholm: B. Wahlström. 1932. Libris 1347010
- Rikt folk och andra : person-, släkt- och tidshistoriska konturer / av Lazarus von Rotschild. Stockholm: Wahlström. 1932. Libris 1367084
- Det svenska Israel : från Aaron Isaac till Marcus Ehrenpreis / av Lazarus von Rotschild. Stockholm: Wahlström. 1933. Libris 634893
- Hovluft : kåserier kring Europas kungahus just nu / av Lazarus von Rotschild. Stockholm: B. Wahlström. 1934. Libris 1367083
- Från Engelbrekt till Gustaf V : konturer och episoder från fem seklers svenska riksdagar 1435-1935 / av Lazarus von Rotschild. Stockholm: Gunnar Saietz. 1935. Libris 1367082

### Redaktörskap
Smålands allehanda 1891 (redaktionssekreterare), Korrespondenten Landskrona tidning juni 1892–september 1893, Södertelge tidning juli–november 1894 (medredaktör), Förgät mig ej aug 1895–nov 1896 (redaktionssekreterare), Hemmet 1896–1897 och 1903-1904 (redaktionssekreterare), Östgöta correspondenten oktober 1898–april 1899 (redaktionssekreterare), Vårt land 1904-1908 (utrikesavdelningen) och 1907–1908 (söndagsnumret).